# Clitorisme
Le clitorisme, du latin clitorismus, qui vient à son tour du grec kleitoris + ismos, est chez la femme une maladie douloureuse et chronique, et qui consiste en une érection permanente du clitoris. On utilise également le mot pour parler d'un accroissement de taille anormal du clitoris. Le clitorisme est douloureux, et ressemble beaucoup sur ce point à sa contrepartie chez l'homme, le priapisme.
Il peut être associé à d'autres symptômes virilisants.

## Référence de traduction
- (en) Cet article est partiellement ou en totalité issu de l’article de Wikipédia en anglais intitulé « Clitorism » (voir la liste des auteurs).